# Wieszczyce (województwo łódzkie)
Wieszczyce – wieś w Polsce położona w województwie łódzkim, w powiecie kutnowskim, w gminie Strzelce.
| SIMC    | Nazwa  | Rodzaj    |
| ------- | ------ | --------- |
| 0577573 | Nowiny | część wsi |

Wieś szlachecka położona była w drugiej połowie XVI wieku w powiecie gostynińskim ziemi gostynińskiej województwa rawskiego. W latach 1975–1998 miejscowość należała administracyjnie do województwa płockiego.